# Przemysław Drabek
Przemysław Mieczysław Drabek (ur. 2 października 1979 w Bielsku-Białej) – polski menedżer, samorządowiec i polityk, poseł na Sejm IX i X kadencji.

## Życiorys
Jest absolwentem VI Liceum Ogólnokształcącego w Bielsku-Białej. Następnie ukończył zarządzanie i marketing w Wyższej Szkole Ekonomiczno-Humanistycznej w Bielsku-Białej. Zdał również państwowy egzamin dla kandydatów na członków rad nadzorczych.
W 2003 wstąpił do Prawa i Sprawiedliwości. Był asystentem posła Jacka Falfusa, a w latach 2005–2009 asystentem zasiadającego w Europarlamencie profesora Wojciecha Roszkowskiego. Objął stanowisko dyrektora do spraw rozwoju w spółce akcyjnej Centrum Biurowe Plac Grunwaldzki w Katowicach, został też członkiem rady nadzorczej Wojewódzkiego Funduszu Ochrony Środowiska i Gospodarki Wodnej oraz prezesem zarządu stowarzyszenia Centrum Sztuki Kontrast.
Do rady miejskiej w Bielsku-Białej po raz pierwszy został wybrany w 2006. Z powodzeniem ubiegał się o reelekcję w wyborach w 2010, 2014 i 2018. W VII i VIII kadencji bielskiego samorządu powoływany na funkcję wiceprzewodniczącego rady miejskiej.
Dwukrotnie ubiegał się o urząd prezydenta Bielska-Białej. W wyborach w 2014 zajął trzecie miejsce w pierwszej turze głosowania. W wyborach samorządowych w Polsce w 2018 przeszedł do drugiej tury, w której przegrał z Jarosławem Klimaszewskim z Koalicji Obywatelskiej (otrzymał wówczas 29 962 głosy, tj. 44,5% poparcia).
W wyborach parlamentarnych w 2019 uzyskał mandat posła na Sejmu RP IX kadencji, Kandydował w okręgu wyborczym nr 27 (Bielsko-Biała), głosowało na niego 19 770 osób. W wyborach w 2023 z powodzeniem ubiegał się o poselską reelekcję, otrzymując 17 886 głosów.  W listopadzie 2024 został wybrany na prezesa stryktur PiS w okręgu bielskim.

## Życie prywatne
Żonaty z Małgorzatą. Brat aktora Tomasza Drabka.